# Glockturm
Der Glockturm ist ein 3353 m ü. A. hoher Berg in den Ötztaler Alpen im österreichischen Bundesland Tirol. Er ist der höchste Gipfel des von Süden nach Norden verlaufenden Glockturmkammes. Der Berg fällt nach Nordwesten, Westen und Südwesten steil ab, nach Osten dagegen eher flach. Durch seine gute Erreichbarkeit von der Kaunertaler Gletscherstraße aus ist er ein beliebtes Ziel für Bergwanderer und Skitourengeher. Zuerst bestiegen wurde der Glockturm 1853 im Rahmen der militärischen Landesvermessung durch einen Oberleutnant Pöltinger, die erste touristische Begehung unternahmen im Jahr 1870 Pfarrer Franz Senn aus Vent und der Bergführer Gabriel Spechtenhauser über die Südseite.

## Lage und Umgebung
Der Glockturm liegt am südlichen, höheren Ende des Glockturmkammes, einer Bergkette der Ötztaler Alpen. An der Ostflanke des Berges zieht sich der etwa 25° geneigte Gletscher Rifflferner hinauf bis zu einer Höhe von 3300 Metern. Westlich unterhalb des Gipfels liegt der durch die Gletscherschmelze zu einem unbedeutenden Firnfeld gewordene Glockturmferner. Benachbarte Berge sind im Nordosten, getrennt durch das auf 3146 m Höhe gelegene Riffljoch, die Rifflkarspitze mit 3219 m Höhe, im Südosten der Habicht (3092 m) und im Südwesten der 3146 m hohe Matternturm.

## Touristische Erschließung
Als Stützpunkte für eine Besteigung des Glockturms dienen das nordwestlich auf 2123 Metern Höhe gelegene Hohenzollernhaus im Radurschltal, südöstlich von Pfunds und das nordöstlich im hinteren Kaunertal gelegene Gepatschhaus (1928 m) an der Kaunertaler Gletscherstraße. Einen eindeutigen Normalweg auf den Berg gibt es nicht. Der Anstieg über die Ostseite und den Südostgrat führt vom Gepatschhaus in, laut Literatur, fünf Stunden Gehzeit über Geröll, Moränen und Blockwerk zum Gipfelkreuz, teilweise mit Steinmännchen markiert. Eine Variante führt in etwas kürzerer Zeit vom Parkplatz der Straße (2400 m), gut fünf Straßenkilometer südwestlich vom Gepatschhaus durch das Krummgampental zum Gipfel. Eine unschwierige Blockkletterei im Schwierigkeitsgrad UIAA I führt über den Nordostgrat des Glockturms. Seit 1912 wird in der Westwand ernsthaft geklettert in 18 Seillängen, mit einer Schlüsselstelle UIAA V und mehreren Stellen UIAA IV+. Der Glockturm ist außerdem ein sehr beliebtes Skitourenziel. Der Aufstieg erfolgt im Winter üblicherweise über das Riffl- oder Krummpgampental.